# Cusworth Hall
Cusworth Hall est un manoir situé à Cusworth, près de Doncaster,  dans le Yorkshire du Sud, dans le Nord de l’Angleterre. Construit au XVIIIe siècle, Cusworth Hall et son parc sont un bon exemple de country house de l’ère géorgienne. Le bâtiment, qui est un monument classé grade I, a été acquis en 1961 par la municipalité de Doncaster pour en faire un musée, et il a subi d’importants travaux de rénovation entre 2003 et 2007.

## Historique

### Origine
Le site était déjà occupé depuis l’époque anglo-saxonne, mais il faut attendre le Domesday Book en 1086 pour trouver la première mention écrite de Cusworth, sous le nom de « Cuzeworde ». 
La propriété comprenait déjà un manoir, même si avant le XIIIe siècle celui-ci n’était qu’un château de bois surélevé. En 1327 il est fait mention d’un « Capital Messuage », ou grande bâtisse, appartenant à la famille Tilly. Au cours des siècles, la propriété a changé de mains de nombreuses fois, passant d’une famille à une autre, jusqu’au décès de Sir Christopher Wray en 1669, dont la famille avait possédé la propriété pendant plus d’un siècle.

### 1669 – 1740
C’est Robert Wrightson qui acheta les terres et le manoir de Cusworth en 1669. La famille Wrightson possédait déjà des terres à South Elmsall et Hemsworth, mais c’est à Cusworth que Robert Wrightson vint s’installer après son troisième mariage. 
Le manoir de l’époque ressemblait plus à une grosse maison de ferme, et il était entouré d’un jardin clos et d’une pelouse de jeu de boules. Une petite réserve de chasse de 10 ha se trouvait à l’ouest du manoir.
De 1723 à 1738, William Wrightson apporta différentes améliorations à la propriété, en particulier au niveau des jardins.

### 1740 – 1760
En 1740, William Wrightson décida de faire construire un nouveau manoir sur le terrain au niveau de la réserve de chasse. Pour cela, il fit appel à l’architecte local George Platt. La construction dura de 1740 à 1744. Quelques années plus tard, à la suite du mariage de sa fille, le manoir fut agrandi et transformé par James Paine, architecte entre autres de la Mansion House de Doncaster et d’une partie de Chatsworth House. Les travaux, qui durèrent de 1749 à 1752, consistaient en l’ajout de deux ailes, l’une pour la bibliothèque, l’autre pour la chapelle.

### 1760 – 1900
Par la suite, la propriété ne cessa de s’agrandir grâce à des mariages et à une bonne gestion des terres afin de maintenir leur statut d’aristocratie terrienne. À son apogée au XIXe siècle, le domaine possédait plus de 8 000 ha, aussi bien de façon locale, avec des fermes et des terres à Conisborough ou Edlington, que de façon nationale avec des propriétés à Durham par exemple. Au fil du temps, quelques améliorations furent apportées à Cusworth Hall, qui est cependant resté fondamentalement le même depuis 1760.

### 1900 – 1939
Entre 1903 et 1909, Lady Isabella apporta quelques améliorations au manoir, par la construction notamment d’une salle à manger et d’une roseraie.
Avec l’augmentation des taxes et du coût de la main d’œuvre, en plus de l’entretien des bâtiments, la vie devint plus difficile à Cusworth Hall et de nombreuses terres durent être vendues dans les années 1930 et 1940.

### 1939 – 1961
À la déclaration de la Seconde Guerre mondiale, Cusworth Hall fut mis à disposition pour servir le pays. Le manoir servait de QG administratif pour différentes unités dont les Royal Corps of Signals et les Royal Army Medical corps. Les officiers étaient logés dans le manoir et dans le village, et le reste des soldats dans les cabanes sur le domaine. C’est à cette époque que le troupeau de cerf a mystérieusement disparu.
Après la guerre, le manoir servit également de centre de défense civile durant la guerre froide, avec un « bunker » dans son sous-sol.

### 1961 – présent
Le manoir et le parc furent vendus à la ville de Doncaster en 1961. À cette époque, le domaine était réduit à 3 800 ha. Le conseil municipal entreprit des rénovations afin de transformer Cusworth Hall en musée et en parc municipal. Les étables sont désormais un salon de thé et le manoir abrite le musée de la vie dans le Yorkshire du Sud.
En 2002, le Heritage Lottery Fund a accordé à Cusworth Hall des fonds pour la restauration du manoir et des jardins. Les travaux intensifs entre 2003 et 2007 ont permis de rénover les bâtiments, ainsi que de redonner aux jardins leur splendeur passée. La période de référence pour la rénovation des jardins a été celle de 1909 et non le XVIIIe siècle car la configuration du parc et des jardins à l’époque aurait été moins pratique et accessible pour les visiteurs d’aujourd’hui.

## Le musée
La collection comporte environ 36 000 objets et 10 000 photographies qui racontent la vie dans la région de Doncaster au travers d’objets du quotidien comme des costumes, jeux, outils… 
Le musée promeut également les traditions locales et organise à Pâques une chasse aux œufs et une course d’œufs. C’est une course où l’on fait rouler des œufs jusqu’au bas du parc de Cusworth, et qui fait partie des traditions anglaises.

## Le parc

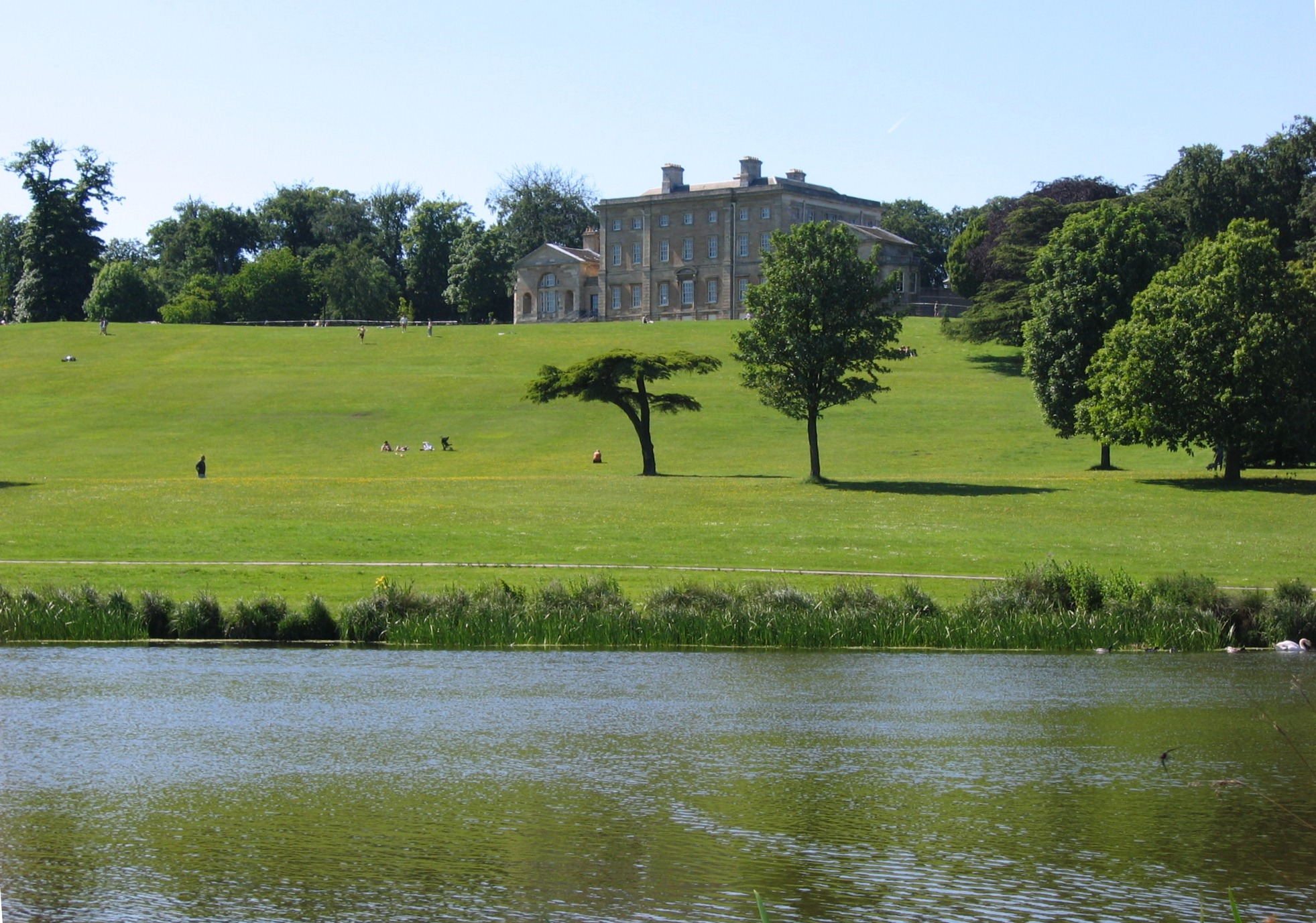
Vue de Cusworth Hall depuis le parc

Le parc de Cusworth Hall est un très bel exemple de parc du XVIIIe siècle. Il a été créé par le célèbre paysagiste Richard Woods vers 1760. La restauration du parc a fait l’objet de beaucoup de recherches afin d’obtenir un résultat parfait.
Il comporte plusieurs parties :
- Des bassins, étangs et rivières ;
- Un parc ouvert permettant une vue sur les étangs et sur le manoir ;
- Un jardin clos, seule partie restée intacte du manoir d’avant 1740. Certaines sections sont en cours de restauration ;
- Une promenade bordée d’arbustes accessible à tous.